# Layards näbbval
Layards näbbval (Mesoplodon layardii) är en däggdjursart som först beskrevs av Gray 1865.  Mesoplodon layardii ingår i släktet Mesoplodon, och familjen näbbvalar. Inga underarter finns listade.
Arten är uppkallad efter Edgar Layard som var kurator för Iziko South African Museum.

## Utbredning
Djuret vistas i havsområden kring Antarktis norrut till Nya Zeeland, mellersta Australien, Sydafrika, södra Brasilien och Chile. Arten vistas sällan nära landet utan söker sin föda i det öppna havet. Layards näbbval äter nästan uteslutande bläckfiskar.

## Utseende
Layards näbbval har relativt lång nos och små, rundade fenor. Till färgen är näbbvalen blåsvart eller mörklila med fläckar av vitt på undersidan av kroppen. Det är inte ovanligt med svarta fläckar ovanför ögonen och på pannan.
Det bästa kännetecknet för arten är det ensamma paret tänder i underkäken, som enbart vuxna hanar har. Tänderna är krökta runt överkäken och tillåter bara hanarna att öppna munnen 11 – 13 centimeter.
Vuxna valar har mätts i vikter på mellan 907 och 2721 kilogram. Längden är mellan 5 och 6,2 meter. Nyfödda kalvar mäter 2,5 till 3 meter.

## Livslängd
Det finns rapporter om Layard-näbbvalar som har levt mellan 27 och 48 år.

## Habitat
Denna art trivs på öppet hav, i tempererade och subarktiska områden.

## Förökning
Föga är känt om artens reproduktion. Zoologerna tror att parningen sker under sommarhalvåret och att kalvningen sker på sommaren eller hösten året efter, efter en dräktighet på 9 – 12 månader. Vanligtvis föds endast en unge.

## Föda
Arten lever huvudsakligen av bläckfisk. De vuxna hanarna kan öppna munnen bara hälften så mycket som honorna och kalvarna, vilket gör att de inte klarar större bläckfiskar än med en ungefärlig vikt av 100 gram.
Totalt är det tjugofyra arter av bläckfisk, men också några arter av djuphavsfisk som står på näbbvalens meny.

## Naturliga fiender
Layards näbbval jagas av späckhuggare.

## Hot mot arten
Sonarljud på hög effekt tros förvilla denna art precis som andra näbbvalar, så att den tappar orienteringen - vilket har lett till strandade valar.
Valfångst har aldrig varit aktuellt kring denna valart. Däremot utgör drivgarn som läggs på djupt vatten en fara för arten.
Som en art som trivs i kalla och tempererade vatten kan Layards näbbval också vara känslig för klimatförändringen, när havets medeltemperatur stiger.
Det är vidare inte ovanligt med näbbvalar som har dött av svalda plastföremål.
IUCN kategoriserar arten globalt som livskraftig (LC).